# 中濃大橋
中濃大橋（ちゅうのうおおはし）は、岐阜県美濃加茂市と可児市の木曽川に架かる国道41号（名濃バイパス）の橋である。
老朽化が進む太田橋の交通量負担の緩和するために太田橋の下流2kmに架けられ、ライン下りの起点近くであることと沿岸一帯が国定公園に指定されていることから景観の面、遊船の安全のための航路巾の確保などの配慮がされた。架橋は上流側の1期目と下流側の2期目に分けて行われたが下部工事については手戻りが生じないように下流側の施工も同時に行われた。

## 概要
- 供用 ：1969年（昭和44年）：1期

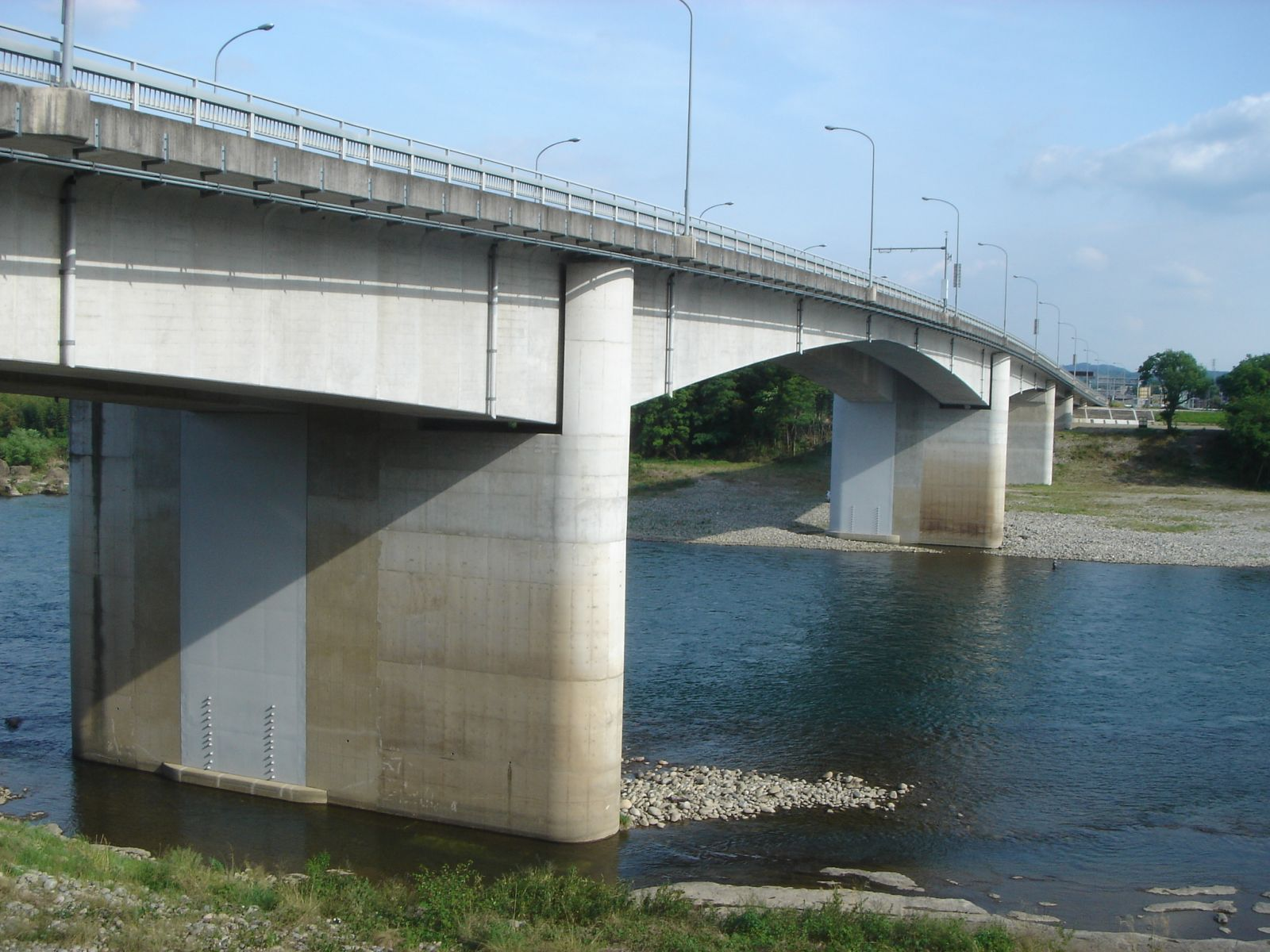
美濃加茂市側下流より望む

- 延長：380 m（主橋：260 m、水抜橋：120 m）
- 中央径間：120 m
- 形式
  - 主橋：三径間有鉸ラーメン箱桁橋（デビイダーク方式）
  - 水抜橋：三径間連続箱桁橋（フレシネー方式）
- 幅員：20.5 m（4車線+歩道）
- 区間：岐阜県可児市土田 - 岐阜県美濃加茂市太田本町

## 沿革
- 1967年（昭和42年）11月15日：起工式
- 1969年（昭和44年）4月6日：竣工式